# Mazerolles (Altos Pirineos)
 Mazerolles  es una comuna y población de Francia, en la región de Mediodía-Pirineos, departamento de Altos Pirineos, en el distrito de Tarbes y cantón de Trie-sur-Baïse. Está integrada en la Communauté de communes du Pays de Trie.

## Demografía
| 201 | 183 | 135 | 139 | 101 | 101 |
| Para los censos de 1962 a 1999 la población legal corresponde a la población sin duplicidades (Fuente: INSEE [Consultar]) |     |     |     |     |     |